# 1 Regiment Pieszy Buławy Wielkiej Litewskiej

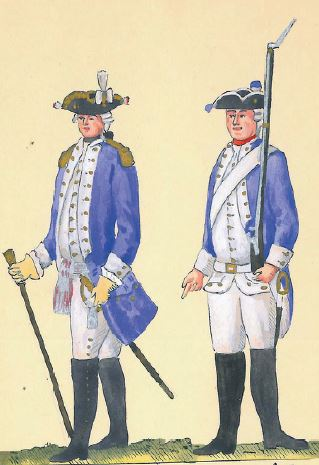
Żołnierze regimentu 1 Buławy Wielkiej Litewskiej w 1775

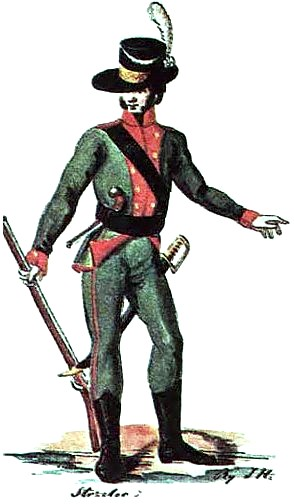
Strzelec 1 Regimentu

1 Regiment Pieszy Buławy Wielkiej Litewskiej – oddział piechoty armii Wielkiego Księstwa Litewskiego wojska I Rzeczypospolitej.

## Formowanie i zmiany organizacyjne
Była to jednostka taktyczna składająca się z kilku kompanii piechoty, będąca odpowiednikiem późniejszego pułku piechoty. Nazwa regimentu odzwierciedlała fakt, iż szefem jednostki był każdorazowo hetman wielki litewski.
Od 1717 nazywany „pułkiem infanterii hetmana wielkiego Wielkiego Księstwa Litewskiego”, około 1766 „regimentem grenadierskim 1.”, a następnie „regimentem pieszym 1 buławy wielkiej Wielkiego Księstwa Litewskiego„.
Regiment Pieszy 1 Buławy Wielkiej Litewskiej powstał w 1775 roku w wyniku spieszenia Regimentu Dragonii Buławy Wielkiej. Zwano go często także regimentem grenadierów Buławy Wielkiej Litewskiej.
W 1776 roku liczył etatowo 220 żołnierzy (216 „głów” oraz czterech woźniców). Stan faktyczny według „raty marcowej” z 1777 roku wynosił 220 żołnierzy. Jego struktura to sztab regimentu, kompania pułkownika, kompania podpułkownika, kompania majora i kompania kapitana.
Reformy sejmu czteroletniego przewidywały w 1789 przyrost liczebności wojsk do armii 100 tysięcznej. Etat zakładał powiększenie regimentu, do 2153 osób.
Nieco później zmniejszono jej etat do 65 tysięcy. Ten, jak i kolejne nowe etaty nie zostały zrealizowane. Udało się jednak powiększyć regiment do ośmiu kompanii. W 1790 roku powiększono cztery istniejące kompanie, a w latach 1792–1793 powstały nowe cztery kompanie. We wrześniu 1792 roku etat przewidywał 1440 żołnierzy, a faktycznie było ich 922. W maju 1792 roku powiększono ją o 240 żołnierzy. W sierpniu 1793 roku nastąpiły redukcje stanów osobowych. Etat wyniósł 752 żołnierzy. W regimencie dodatkowo było jeszcze 10 woźniców. Struktura regimentu w 1994 była następująca: sztab regimentu, kompania szefa, kompania pułkownika, kompania podpułkownika, kompania majora 1, kompania majora 2, kompania kapitana 1, kompania kapitana 2, kompania kapitana 3.
Przy zachowaniu etatu z 1776, nowy zaciąg dla jednostki przewidywał 320 ludzi, co razem miało stanowić 540 żołnierzy w służbie. Stan oddziału w 1792 roku, do czasu przejęcia wojska litewskiego przez konfederację targowicką, wynosił etatowo 1440 żołnierzy, a praktycznie 922. Można przyjąć, że w kwietniu 1794 roku stan regimentu wynosił etatowo 798 żołnierzy, a faktyczny 752.
Regiment posiadał dwa bataliony po cztery kompanie. Jej stan liczebny na dzień 1 sierpnia 1793 wynosił 752 ludzi, a 16 kwietnia 1794 roku 757.

## Barwa regimentu
- Po 1776: wyłogi białe, guziki złote. Piechota litewska używała rajtroków chabrowych[11].
- Podczas insurekcji kościuszkowskiej: wyłogi pomarańczowe, guziki złote[11].

## Żołnierze regimentu
Regimentem dowodził zazwyczaj pułkownik. Stanowisko szefa regimentu, związane z wielkimi poborami, było najczęściej uważane za synekurę. Szefowie posiadali prawo fortragowania (przedstawiania do awansu) oficerów.
W 1775 roku w sztabie regimentu powinni znajdować się oficerowie: szef, pułkownik, podpułkownik, major, regimentskwatermistrz, audytor, adiutant i regimentsfelczer. W kompaniach powinno być po trzech oficerów: kapitan z kompanią lub kapitan sztabowy, porucznik i chorąży. Wyjątek stanowiła kompania majora, w której miało być tylko dwóch oficerów (bez kapitana). Ogółem, poza szefem i felczerem, w jednostce powinno być siedemnastu oficerów. Po reformach sejmu wielkiego stan kadry oficerskiej pułku powiększył się o czterech podporuczników, zwiększyła się do dwóch liczba majorów i poruczników adiutantów, do trzech kapitanów z kompanią, do pięciu kapitanów sztabowych oraz do ośmiu poruczników, podporuczników i chorążych. Dało to ogółem liczbę 39 oficerów, bez szefa i regimentsfelczera.
Szefowie regimentu
- książę Michał Serwacy Wiśniowiecki (1735 zm. 1744)
- książę Michał Kazimierz Radziwiłł Rybeńko (zm. 1762)
- książę Michał Józef Massalski (zm. 1768)
- książę Michał Kazimierz Ogiński (29 II 1768 – 6 VII 1793)[13]
- Szymon Marcin Kossakowski (11 VII 1793 – † 24 IV 1794)[13]

Pułkownicy
- gen. Sokół (1717)
- książę Radziwiłł (płk. miecznik Wlk. Ks. Lit. 1754–1759)
- Rzewuski (chorąży lit. gen. lejt. 1762)
- płk Oskierko (1766)
- Józef Pac (28 III 1776 – 9 XII 1783)[13]
- Ignacy Rymiński (22 XII 1783)[13]
- Morawski (1790)

## Walki regimentu
1 Regiment Pieszy uczestniczył w 1792 w wojnie polsko-rosyjskiej toczonej w obronie Konstytucji 3 Maja. Stan osobowy: 970 ludzi.
Bitwy i potyczki:
- bitwa pod Mirem (11 czerwca 1792)
- Sałaty (29 lipca 1794),
- Wilno (11 sierpnia).